# Steenpurperschaaltje
Het steenpurperschaaltje (Lecidella stigmatea) is een korstmos uit de familie Lecanoraceae. Het heeft de voorkeur voor ongeveer nagenoeg horizontale oppervlakken. Het groeit op muren, cement, plaveisel en mortel, kalkhoudend en kiezelhoudend gesteente. Deze steenbewoner leeft in symbiose met een chlorococcoïde alg. 

## Kenmerken
Steenpurperschaaltje heeft een dun thallus van 0,2 tot 0,6 mm dik. De kleur is dofgrijs of grijsbruin. Het oppervlak is fijnkorrelig. Op het thallus kunnen groene, bruine, zwarte of roestkleurige vlekken ontstaan. Sorediën of isidiën zijn niet aanwezig. De apothecia meten 0,4 tot 1,5 mm in doorsnede en zijn donkerbruin, blauwzwart tot zwart van kleur. Ze zijn vlak of ietwat bol. De apotheciumrand is uitpuilende of afstaand.
Het korstmos heeft de volgende determinerende kleurreacties: K+/- (geel), C+ (geelachtig rood tot zeer zelden C-), KC+ (geelachtig rood), P+/- (geel).
De ascus bevat acht sporen. De ascosporen zijn hyaliene, enkelvoudig, ellipsoïde tot eivormig en meten 11-17 × 6-9 µm.

## Verspreiding
Steenpurperschaaltje komt wereld wijd voor, zoals in de gematigde delen van Azië, Australië, Europa, Noord- en Zuid-Amerika. In Nederland komt het vrij algemeen voor. Het is niet bedreigd en staat niet op de rode lijst.

## Etymologie
De geslachtsnaam Lecidella komt van het Griekse woord lecidos, en betekent “bord” of “kom”. De toevoeging ella, geeft aan dat Lecidella een aftakking is van Lecidea. De soortnaam stigmatea komt van het Griekse woord stigma, dat brandvlek of schandvlek betekent. Het Latijnse achtervoegsel ea ("gemaakt van"). De betekenis van Stigmatea is dus: "van vlekkige aard".

## Afbeeldingen

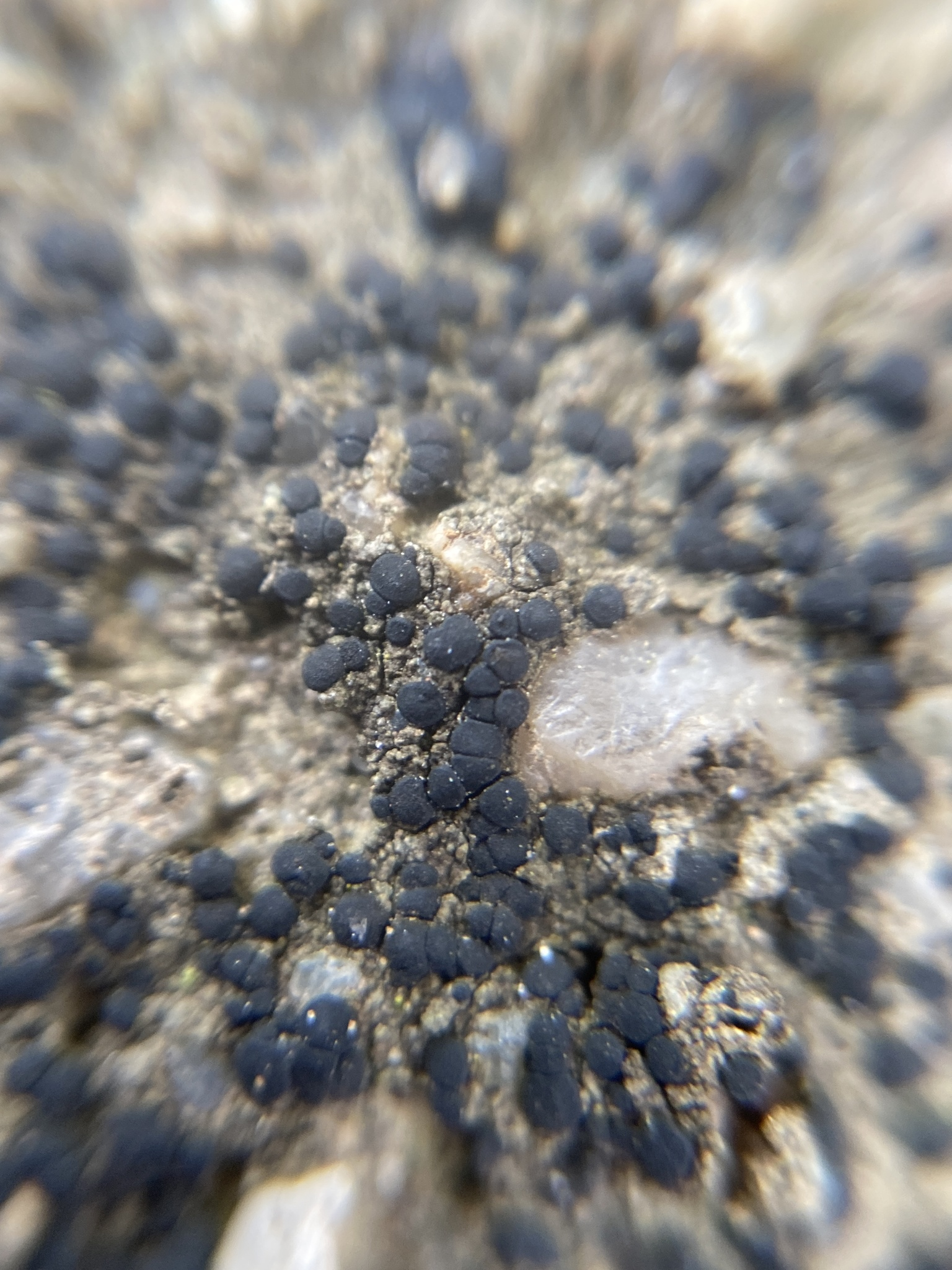
Apothecia
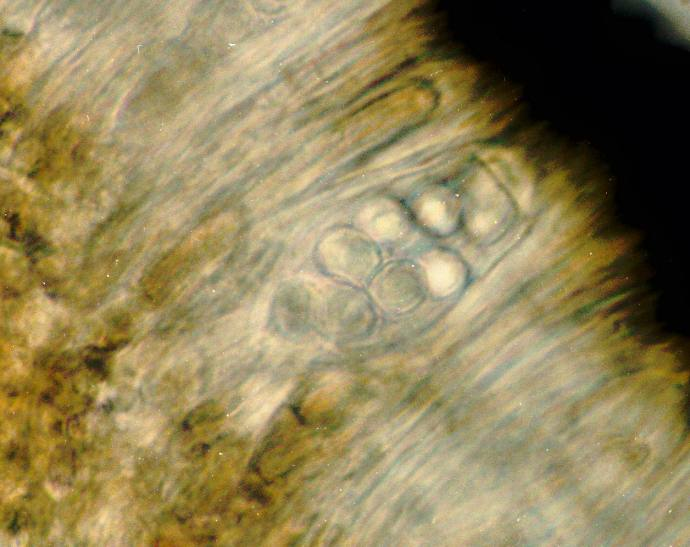
Sporen